# Ahhiyawa
Ahhiyawa (o la forma antigua Ahhiya) era un reino que aparece en los textos de los archivos del Imperio Hitita de la segunda mitad del segundo milenio a. C. El debate alrededor de su localización, centrado en el hecho que podría verse en dichos textos una mención a los aqueos, está aún lejos de ser cerrado.

## Posible equivalencia de los ahhiyawa con los aqueos

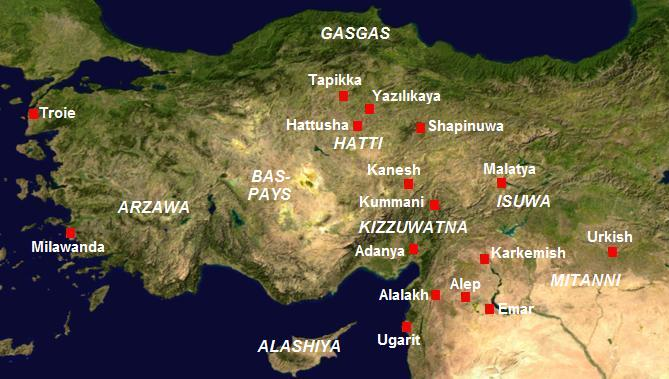
Localización de los principales yacimientos arqueológicos de la Anatolia hitita.

A partir de la traducción en un texto hitita de la palabra Ahhiyawa, que designaba a un reino que podía estar situado tanto en Anatolia occidental como en algún lugar a través del mar Egeo, numerosos especialistas de las civilizaciones anatolias, han cotejado esta palabra con Achaiwia y Achaia, que hacen referencia a los aqueos, un pueblo de Grecia del II milenio a. C.
Este descubrimiento fue visto como la prueba de la existencia de la civilización micénica de los textos de Homero. La hipótesis de que los ahhiyawa equivalen a los aqueos, ha sido, no obstante, puesta en entredicho[cita requerida], por el hecho que este reino también ha sido situado en Tracia, en Rodas o en Chipre. Se arguye que la arqueología no ha encontrado hasta la fecha nada que indique que la civilización micénica hubiera estado en contacto directo con la de los hititas, ni que los micénicos constituyeran un Estado lo suficientemente poderoso para extenderse hasta Anatolia. 
Aquellos que consideran a los ahhiyawa como aqueos, ni siquiera están de acuerdo sobre la localización de su reino: o en Asia Menor, o claramente en Grecia continental. Un argumento, además, a favor de que los ahhiyawa equivalen a los aqueos, reside en el hecho de que en los textos hititas figura una ciudad llamada Millawanda o Milawata, que políticamente estaría muy cercana a los ahhiyawa. Muchos estudiosos ven en esta ciudad a la de Mileto, cuyas excavaciones arqueológicas han revelado lazos muy fuertes con la civilización micénica.
El debate aún permanece abierto; algunos estudiosos de la civilización micénica opinan que los ahhiyawa eran aqueos[cita requerida], y una mayoría de estudiosos de la Anatolia hitita no lo creen[cita requerida]. Si los ahhiyawa no eran los aqueos, hay que imaginar la existencia, en una región idéntica, de dos pueblos que llevan un nombre similar pero diferente, los aqueos certificados únicamente por la arqueología y la tradición homérica, y los ahhiyawa atestiguados solo por los textos de la época.

## Los ahhiyawa en los textos hititas
La primera mención de este país se remonta al reinado del rey hitita Tudhaliya I/II (c. 1465-1430 a. C.) en un texto que registra acusaciones contra un rey de nombre Madduwatta, sin que se sepa la fecha exacta, aunque lingüísticamente parece pertenecer a una época anterior. Un personaje llamado Attarsiya es llamado «el hombre de Ahhiya (o Akhkhiyā)». Sin duda un rey o un personaje importante, se enfrentó en una de sus expediciones al vasallo hitita Madduwatta, quien posteriormente se convertiría en rey de Arzawa y de toda Anatolia Occidental, expulsándole de sus territorios. Maduwata había luchado en Lukka (Licia) contra gente venida de Ahhiya, y fue derrotado y se refugió en territorio del rey hitita. Este le instaló como vasallo en la región fronteriza hitita, donde de nuevo fue atacado por Attarisiya, pero esta vez recibió ayuda militar hitita y pudo rechazar el ataque.
Más tarde, en tiempos del rey hitita Arnuwanda I (h. 1370 a. C.), Madduwatta se alió con Attarsiya, sin duda contra los hititas y juntos invadieron Alasiya (Chipre). A las protestas hititas Madduwatta respondió que nunca le habían comunicado oficialmente que aquella fuera tierra hitita. Al poco tiempo los aliados arrebataron al poder hitita todo el suroeste de Asia Menor.
Algunos decenios más tarde, Mursili II, (c. 1340-1310 a. C.), se enfrentó con «un rey de Ahhiyawa» que se alió con el de Arzawa y el de Milawata contra él. La coalición fue derrotada, pero el país de Ahhiyawa no es mencionado como territorio sometido, al contrario que el de sus dos aliados
El rey de Arzawa Uhha-Ziti, herido por una «luz caída del cielo», pidió refugio al rey de los ahhiyawa, se alió con él y con ambas fuerzas conjuntas, envió a su hijo, Piyama-Kurunta, a atacar a Mashuiluwa de Mira, aliado del rey hitita Mursili II. En represalia, el rey hitita saqueó más tarde la ciudad de Milawata (Mileto) aliada de Ahhiyawa. Derrotado el rey de Arzawa, se refugió seguramente en Ahhiyawa donde murió.
Su hijo Tapalazunawali, que intentó una última resistencia, escapó finalmente y llegó a Ahhiyawa. Mursili II exigió su extradición y el gobernante de Ahhiyawa lo entregó, bajo la presión de Mursili. Parece pues que este reino estuvo hasta entonces fuera del alcance de los hititas, lo que constituye un argumento importante para situarlo en el mar Egeo, o bien en Grecia continental. Pero a partir de entonces fue un reino dependiente del gran rey hitita.
Bajo Muwatalli II, el hijo de Mursili II, Piyamaradu, un noble hitita renegado, sembró el desorden en Anatolia occidental y se alió con el rey de los ahhiyawa. Pero el reino hitita y Ahhiyawa no estuvieron sin embargo, en conflicto, y sus relaciones fueron cordiales.
El reino de Ahhiyawa parece que llegó a su apogeo durante el reinado del hermano de Muwatalli, Hattusili III (c.1265-1250). Existe una carta del rey hitita destinada al rey de Ahhiyawa, en la que trata a su homólogo de «hermano», signo de que le consideraba como su igual, al mismo nivel que los reyes de Egipto, de Asiria o de Babilonia. Pero esto se debió sin duda a las circunstancias, Hattusili buscando tratar bien a su homólogo, cuyo hermano, llamado Tawagalawa, ayudó a Piyamaradu a sembrar el caos en los territorios vasallos hititas de la Anatolia occidental. Quizás una maniobra del rey de Ahhiyawa, deseoso de debilitar al rey hitita, mientras extendía su influencia hasta Millawanda, antigua vasalla de Hatti que se pasó a su lado. Tudhaliya IV, c.1250-1210, logró, sin embargo, apartar a Ahhiyawa, y volver a tener al rey de Millawanda de su parte. En un tratado contemporáneo, el nombre del rey de los Ahhiyawa, mencionado en un primer tiempo como el igual del rey hitita, es borrado como si se buscara desclasificarlo. Esto se traduciría en una pérdida de influencia de su parte, y por tanto en la debilitación del reino de Ahhiyawa.
Tras esta última intrusión de los ahhiyawa en los asuntos hititas, nada más se menciona en las fuentes hititas de este reino ni de su pueblo, el reino hitita se hundió algunos años más tarde. En el exterior, se encuentra un topónimo sensiblemente similar Akaiwaya, en los archivos en lineal B encontrados en Cnosos, en Creta. Los textos del faraón Merenptah que hablan de los Pueblos del Mar mencionan a los Eqwesh, a menudo identificados como los aqueos (Akaiwash), lo que mostraría que este pueblo estaba todavía activo en esta época. Pero la identificación de los eqwesh con los aqueos no ha sido atestiguada.

## Relaciones entre los ahhiyawa, los hititas y los estados de Anatolia Occidental
En la guerra entre Mursili III y Hattusili III, el reino de Ahhiyawa, fue partidario del primero. Al triunfar el segundo, rompió sus relaciones con los hititas. Wilusa era aliada de Ahhiyawa y Millawanda era vasalla. En Lukka la situación es poco conocida, pero aparentemente hubo desórdenes allí y la región estuvo bajo la dirección de un hombre llamado Tawagalawa, hermano del rey de Ahhiyawa. En cuanto a este último se ha apuntado la posibilidad de que se trate del legendario Eteocles, rey de Tebas, hijo de Edipo y hermano del rey Polinices.
El tal Tawagalawa comenzó a atacar territorio hitita de manera que Hattusili III perdió pronto el control de la situación al sudoeste y la gente de Lukka llegó hasta el río Hulaya, región fronteriza con capital en Hawaliya, y a las regiones vecinas de Natas, Parha (más tarde llamada Perga), en Panfilia), Harhasuwanta y otras, de forma que toda la costa hasta Kizzuwadna quedó fuera de control del rey hitita. Las regiones fronterizas de Wasuwatta y Harputtawana, cayeron en manos de rebeldes ayudados por Lukka.
El aventurero Piyamaradu de Lazba, con ayuda de Ahhiyawa y Millawanda, invadió territorio hitita desde la ciudad de Millawanda, y conquistó la tierra del río Hulaya, llegando a la Tierra Baja Hitita, hasta Nahita. 
Hattusili marchó contra los coaligados y los expulsó de la Tierra Baja y el río Hulaya, pero sin llegar a la costa occidental ni probablemente a Panfilia. Llamó a su nieto, Ulmi-Tesup o (Kurunta), hijo de Muwatalli II, rey de un gran reino del suroeste, con capital en Tarhuntassa]. En los siguientes años, Kurunta logró conquistar los territorios hasta la costa meridional, y al oeste hasta el río Kastaraya (Kestros), y la ciudad de Parha (Perga), en la llanura panfilia.
Wilusa se convirtió otra vez en vasalla del rey hitita. Kurunta de Tarhuntassa se entrevistó con el rey de Ahhiyawa en Millawanda y acordaron la retirada de los ahhiyawa de Lukka, que regresó a control hitita, y los jefes locales se afanaron en proclamar su lealtad al rey de Tarhuntassa y al gran rey hitita.
Entre los que se sometieron estaba Piyamaradu, que se encontraba en la ciudad de Sallapa cuando escribió a Hattusili, que había ido a Lukka a afirmar su autoridad, y se le sometió. Hattusili envió a su heredero a Millawanda, donde se encontró con Piyamaradu. Ambos subieron a un carro, y Piyamaradu se mantuvo adelante, como signo de sumisión.
Pero Piyamaradu no se fiaba de los hititas y se negó a comparecer ante Hattusili en Hattusa si antes no era reconocido rey, lo que supuso una humillación para el príncipe heredero. Por lo tanto Piyamaradu se mantenía leal, pero tomando distancia. Hattusili fue al oeste y cuando llegó a Wiyanawanda, le escribió para pedirle que le enviase un delegado a la ciudad de Yalanda (bajo control de Piyamaradu), para establecer el acuerdo; pero Piyamaradu envió a su hermano Lahurzi, que preparó una emboscada a los hititas en tres lugares cercanos a Yalanda, pero los hititas consiguieron llegar a la ciudad. Lahurzi se retiró y la ciudad fue destruida.
Desde allí, Hattusili marchó a Apawiya y escribió a Piyamaradu a Millawanda ordenándole comparecer. También escribió al rey de Ahhiyawa protestando por las actividades de Piyamaradu desde Millawanda, sujeta a Ahhiyawa. El rey ahhiyawa dio permiso al rey hitita para hacer comparecer a Piyamaradu (lo ordenó a Atpa, rey de Millawanda) y Hattusili se dirigió a Millawanda. En esta ciudad entró como un gran rey y allí compareció Tawagalawa para ofrecer su lealtad al rey. Atpa escuchó las quejas contra Piyamaradu, pero este, mientras, agarró un barco y se escapó. 
Hattusili se dirigió entonces al rey de Ahhiyawa y le hizo una relación de las ofensas de Piyamaradu. Atpa y el rey de Ahhiyawa, que probablemente seguían apoyando a Piyamaradu, trataron de disculparlo. Hattusili exigió el retorno de los siete mil prisioneros (civiles) hechos por Piyamaradu en tierras de Hatti, intentando un acuerdo que evitase la guerra, acuerdo al que finalmente se llegó. Pero Piyamaradu ya había ido al norte y actuaba en la costa de Wilusa, donde había establecimientos ahhiyawa, intentando crearse un reino allí, en Masa (Bitinia) y en Karkissa (o en Karkiya, Caria). Hattusili, por medio del rey de Ahhiyawa, ofreció otra vez a Piyamaradu el perdón a cambio de la sumisión. No se sabe cómo se desarrollaron los acontecimientos, pero finalmente Ahhiyawa capturó a Piyamaradu y le entregó a los hititas.
A la muerte del rey Masturi del país del río Seha, este reino se hizo independiente bajo un hombre de origen desconocido llamado Tarhunaradu, que se alió con el rey de Ahhiyawa. Tudhaliya IV, hijo de Hattusili y ahora rey de Hatti, lideró personalmente la campaña contra el país del río Seha. Ahhiyawa intervino, pero sufrió una derrota completa, que supuso el hundimiento de su reputación ante los hititas como gran reino.